# 江南街道 (吉林市)
江南街道，是中华人民共和国吉林省吉林市丰满区下辖的一个乡镇级行政单位。

## 行政区划
江南街道下辖以下地区：
江滨社区、玉华社区、长城社区、长虹社区、税务社区、长江社区、南山社区、朝阳社区、创业社区、中环社区、正大社区和华山社区。